# Fidel Demédicis Hidalgo
Fidel Demédicis Hidalgo (Temixco, Morelos; 23 de marzo de 1956) es un político mexicano. Fue senador de la República en la LXII y LXIII legislatura del Congreso de la Unión de 2012 a 2018. Fue candidato independiente a la gubernatura del estado de Morelos en las elecciones estatales de 2018.

## Primeros años
Fidel Demédicis Hidalgo nació el 23 de marzo de 1956 en Temixco, Morelos, México. De 1984 a 1989 estudió la licenciatura en ciencias políticas y sociales en la Universidad Nacional Autónoma de México (UNAM). Fue integrante del Sindicato Nacional de Trabajadores de la Educación y secretario de fomento deportivo de la sección 19 del sindicato de 1991 a 1995.

## Trayectoria política
Fidel Demédicis se afilió al Partido de la Revolución Democrática (PRD) en 1995. Fue candidato de este partido a la presidencia municipal de Temixco en las elecciones de 1997. De 1999 a 2009 ejerció como consejero político nacional del PRD y de 2002 a 2003 fue secretario genera del partido en el estado de Morelos. De 2003 a 2006 fue diputado plurinominal del Congreso del Estado de Morelos en la XLIX legislatura en representación del PRD. Volvió a ocupar ese cargo por la vía plurinominal de 2009 a 2012 en la LI legislatura. En el congreso fue presidente de la comisión de justicia y derechos humanos. En 2009 fue coordinador general de la campaña electoral del PRD en Morelos para los comicios de 2009.
En las elecciones federales de 2012 fue elegido como senador de primera fórmula en la LXII y LXIII legislaturas del Congreso de la Unión en representación del estado de Morelos. Fue presidente de la comisión de desarrollo rural y secretario de la comisión de federalismo, de la comisión de relaciones exteriores con América del norte y de la comisión de seguimiento de los hechos ocurridos en el enfrentamiento en Nochixtlán, Oaxaca, el 19 de junio de 2016. En 2017 renunció al Partido de la Revolución Democrática.
Fue candidato independiente a la gubernatura del estado de Morelos en las elecciones de 2018. En los comicios realizados el 1 de julio obtuvo 4.7% de los votos emitidos.